# Mgła obliczeniowa
Mgła obliczeniowa – model rozproszonego przetwarzania danych, zaproponowana jako alternatywa dla chmury obliczeniowej. Model ten został zaproponowany przez Cisco, w celu obsłużenia coraz większej ilości danych (Big data) przesyłanych przez internet rzeczy (IoT).
Koncepcja mgły obliczeniowej to metafora, w której chodzi o to, że mgła formuje się blisko podłoża. Stąd mgła obliczeniowa przybliża chmurę do urządzeń (podłoża), które produkuje dane IoT, aby umożliwić ich szybsze przetwarzanie. Rozwiązanie to zakłada wprowadzenie warstwy pośredniczącej pomiędzy urządzeniami IoT a chmurą. Przetwarzanie, pozyskiwanie i przechowywanie danych poza środowiskiem chmurowym, pozwoli skrócić czas potrzebny na przetwarzanie danych.